# Džemila
Džemila (arapski:جميلة‎, u značenju "Lijepa"; berberski: Ğamila) je planinsko naselje, u blizini obale Sredozemnog mora u sjeverozapadnom Alžiru, koje je najpoznatije po ostacima rimskog grada Cuicula. Njegove ruševine se smatraju najbolje sačuvanim ostacima rimsko-berberskog grada, zbog čega je upisan na UNESCO-ov popis mjesta svjetske baštine u Africi 1982. godine.

## Povijest
Cuicul je izgrađen u prvoj polovici 1. stoljeća, tijekom vladavine cara Nerve (96. – 98.), kao vojni stožer na uskoj trokutastoj visoravni 900 metara nadmorske visine. Grad je izvorno naseljen veteranima rimske vojske, ali je zbog uspješne poljoprivrede (žitarice, masline i farme) grad izrastao u veliko trgovačko središte.
Tijekom 4. stoljeća postao je središte kršćanstva izgradnjom monumentalne bazilike s krstionicom na jugu grada, koje su danas velika turistička atrakcija.
Nakon pada Zapadnog Rimskog Carstva grad je polako napušten i tek su ga u 6. stoljeću naselili Arapi koji su ga nazvali Džemila ("Lijepa"), ali nikada nije izrastao u više od sela.
Iskapanjima 1909. godine otkriven je grad s forumom uokviren kolonadama, termama, akveduktima, kazalištem, s brojnim dekoracijama (mozaik, keramika, kameni reljefi, itd.) koji čine jedinstven kompleks koji svake godine posjeti oko 30,000 posjetitelja.

## Znamenitosti
Teren oko grada je nepravilan i uokviren slivom dvije rijeke, Guergour i Betame. Graditelji Cuicula su pratili standarni plan i dvije glavne ulice (decumanus i cardo) koje se križaju s forumom u središtu, a na njihovim krajevima su ulazi u grad. Na sjeveru foruma je kapitolij (capitolium), na istoku sud (curia), a na zapadu bazilika (Basilica Julia). Bogate kuće su imale raskošne mozaike (po kojima su ih arheolozi imenovali), a na središnjem trgu se nalazi i Hram Venerina rođenja (Venus Genetrix), trgovina tkaninama (Basilica Vestiaria) i natkrivena tržnica (macellum). Cuicula je izvanredan primjer prilagođavanja rimskih graditelja planinskom terenu.
Tijekom vladavine cara Karakale srušene su neke starije građevine i izgrađen je novi forum, uokviren velikim građevinama poput hrama obitelji Sever. Izvan grada je izgrađeno i veliko rimsko kazalište Antonina Pija i Komodove terme.
- Panorama foruma
- Decumanus maximus
- Rimske ruševine
- Kapitolij
- Mozaik iz Džemile

## Vanjske poveznice
- Džemila la Belle - Alžirske turističke stranice (fr.)
- Djemila na lexicorient.com  Arhivirana inačica izvorne stranice od 19. prosinca 2005. (Wayback Machine) (engl.)
- Fotografije Džemile